# Preparandija à Sombor
La Preparandija à Sombor (en serbe cyrillique : Препарандија у Сомбору ; en serbe latin : Preparandija u Somboru) est située à Sombor, dans la province de Voïvodine et dans le district de Bačka occidentale, en Serbie. Elle est inscrite sur la liste des monuments culturels de grande importance de la république de Serbie (identifiant no SK 1258).

## Présentation
L'école des professeurs de Sombor a été construite à la fin du XIXe siècle en tant que fondation du patriarche Georgije Branković selon un projet de Vladimir Nikolić, l'architecte du patriarche qui a marqué de son empreinte l'architecture et l'urbanisme de Sremski Karlovci.
La Preparandija se présente comme un bâtiment d'angle en forme de « L » composé d'un rez-de-chaussée et d'un étage. Le rez-de-chaussée est décoré de bossages, tandis qu'à l'étage les ouvertures sont ornées de linteaux, de balustres et de frontons triangulaires. L'angle, demi-circulaire, est doté de pilastres avec des chapiteaux ioniques encadrant les fenêtres, de cartouches, d'une balustrade, l'ensemble étant surmonté d'un dôme. Les éléments néo-Renaissance s'intègrent dans une seule unité.
La Preparandija est caractéristique de l'architecture du XIXe siècle à Sombor et constitue un exemple de style historicisant.
Des travaux de restauration ont été réalisés sur le bâtiment en 1984.